# 1996年度四台聯頒音樂大獎得獎名單
1996年度四台聯頒音樂大獎

## 卓越表現大獎
- 頒發場合：叱吒樂壇流行榜頒獎典禮
- 歌手：陳慧琳

## 歌曲大獎
- 頒發場合：十大中文金曲頒獎音樂會
- 歌曲：風花雪
- 歌手：陳慧琳
- 作曲：雷頌德
- 作詞：周禮茂

## 大碟大獎
- 頒發場合：十大勁歌金曲頒獎典禮
- 大碟：Perhaps...
- 歌手：黎明

## 傳媒大獎
- 頒發場合：新城勁爆頒獎禮
- 歌手：黎明、張學友
- 作曲家：雷頌德
- 填詞家：林夕